# Auf Pomali
Auf Pomali (pomali = langsam, gemütlich) ist eine österreichische Band aus dem Burgenland.
Im Jahr 2008 war die Band für den FM4 Award, der im Rahmen der Amadeus Austrian Music Award verliehen wird, nominiert.

## Diskografie
Alben
- 2007: So mir nix dir nix (Schoenwetter Schallplatten)
- 2012: Lau (Schoenwetter Schallplatten)